# Ирвинг, Генри
Сэр Генри Ирвинг (англ. Henry Irving), при рождении Джон Генри Бродрибб (англ. John Henry Brodribb; 6 февраля 1838, Сомерсет — 13 октября 1905, Брадфорд) — английский актёр театра, трагик, ставший одним из прототипов образа Дракулы в одноимённом романе Брэма Стокера.

## Биография
Его известность как талантливого исполнителя крупных драматических ролей в Шекспировских произведениях начинается с 1874 года. В 1883—1884 годах он с собственной труппой предпринял поездку в США, где повсюду встречал восторженный приём. Впечатления этой поездки по Америке описаны секретарем Ирвинга, Гаттоном: «Henry Irving’s impressions of America» (L., 1884).
Театральную игру Ирвинга очень ценил Карл Маркс (свидетельство М. Ковалевского).
На протяжении последних 27 лет жизни являлся близким другом Брэма Стокера. Также Ирвинг являлся его работодателем, познакомившим последнего с высшим обществом Лондона. По мнению ряда историков, озвученному Кристофером Ли в программе «Сто лет ужаса», внешний облик и манеры Дракулы в романе Стокера перекликается с личностью Ирвинга.

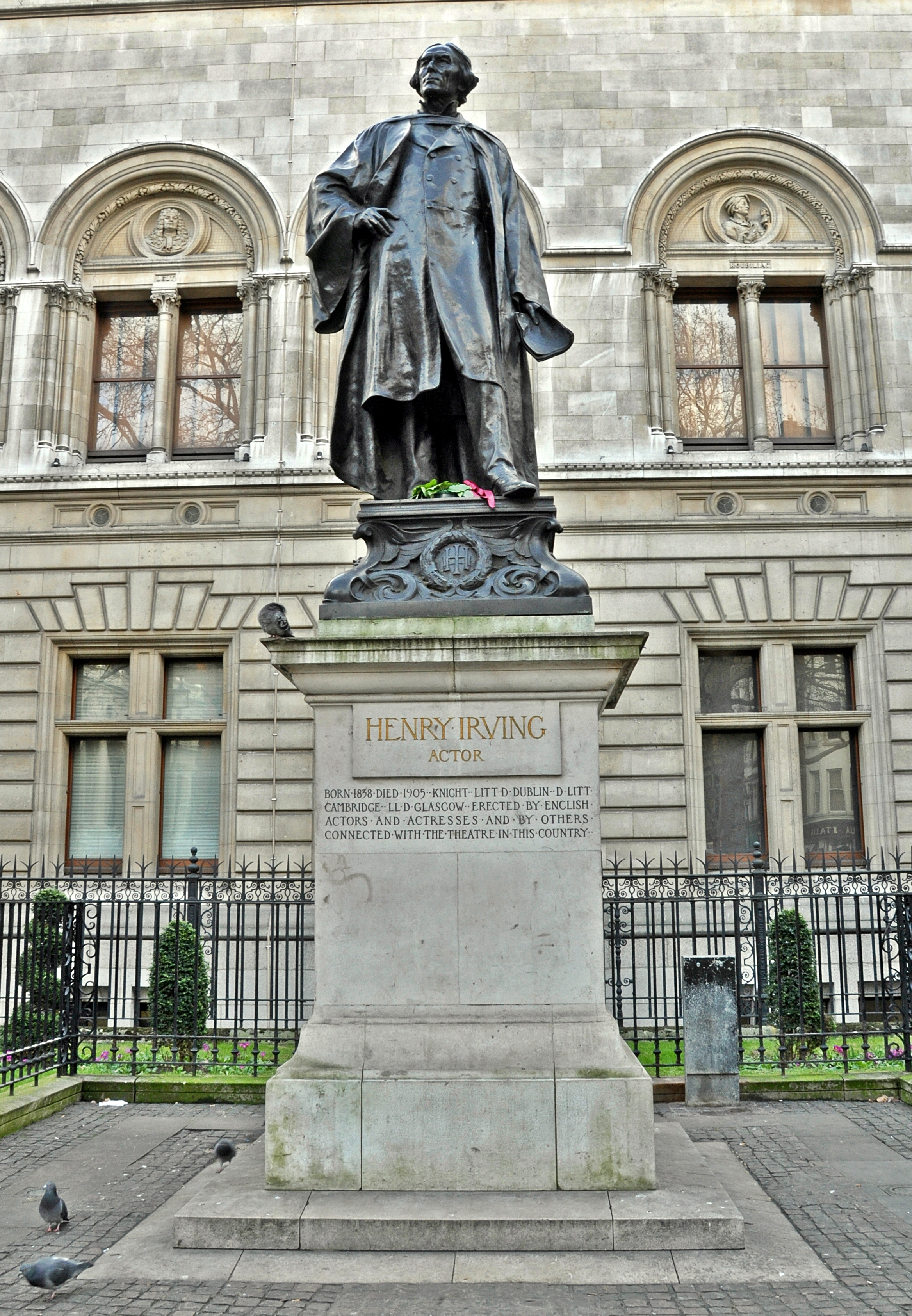
Статуя сэра Генри Ирвинга в Лондоне за Национальной портретной галереей

В Лондоне ему установлен памятник — статуя, изображающая актёра в полный рост.